# Nesosphecodes anthracinus
Nesosphecodes anthracinus är en biart som beskrevs av Engel 2006. Nesosphecodes anthracinus ingår i släktet Nesosphecodes och familjen vägbin. Inga underarter finns listade i Catalogue of Life.